# Come On Die Young
A Come On Die Young (más néven CODY) a Mogwai második stúdióalbuma, amelyet 1999. március 29-én adott ki a Chemikal Underground.

## Leírás
Az album eltér a Mogwai többi alkotásától, azokhoz képest visszafogott. A második (Cody) dal inkább populárisabb, mint posztrockra hajazó elemeket ötvöz. Ettől függetlenül szokatlanul lassú dallamok, gitárszólók és háttérénekek vannak benne. A dalok a lassú doboktól a feszes dinamikáig terjednek. A Christmas Steps szám a többitől eltérően a Mogwaira jellemző, torzított hangzású. Az album címe egy glasgow-i zenekar nevéből ered.

## Háttér-információk
- A Punk Rock című dal tartalmaz egy bevágást Peter Gzowski CBC-beli, Iggy Poppal készített interjújából.[7]
- A borítón Dominic Aitchison arcképe látható; az ötletet Pazuzu, Az ördögűző főellensége adta.
- A Waltz for Aidan című számban az Aidan név valószínűleg Aidan Moffatra utal, aki két dalban (R U Still in 2 It és Now You're Taken) is együttműködött.
- A Cody szerepel a Skins második évadjában.
- A Deafheaven 2012-es, a Bosse-de-Nage zenekarral közös középlemezén, a Deafheaven / Bosse-de-Nage címűn két Mogwai-dalt (Punk Rock és Cody) is feldolgozott.
- A Helps Both Ways dal eredeti verziója, melyre „Madden-változat” néven is szoktak hivatkozni, tartalmazta John Madden a National Football Conference egyik bajnoki meccsén (San Francisco 49ers és Green Bay Packers), 1998. január 11-én délután egykor, a Candlestic Parkban elhangzott kommentárját. Mivel felhasználása jogi problémákba ütközött, végül letettek róla.

## Számlista
Az összes dal szerzője a Mogwai. 
| 1.    | Punk Rock:                                       | 1:58  |
| 2.    | CODY                                             | 6:38  |
| 3.    | Helps Both Ways                                  | 4:56  |
| 4.    | Year 2000 Non-Compliant Cardia                   | 3:30  |
| 5.    | Kappa                                            | 5:02  |
| 6.    | Waltz for Aidan                                  | 4:00  |
| 7.    | May Nothing But Happiness Come Through Your Door | 8:37  |
| 8.    | Oh! How the Dogs Stack Up                        | 1:56  |
| 9.    | Ex-Cowboy                                        | 9:12  |
| 10.   | Chocky                                           | 9:29  |
| 11.   | Christmas Steps                                  | 11:34 |
| 12.   | Punk Rock/Puff Daddy/ANʇICHRISʇ                  | 2:18  |
| 67:32 |                                                  |       |

| 2014-es ismételt kiadás | 2014-es ismételt kiadás               | 2014-es ismételt kiadás | 2014-es ismételt kiadás | 2014-es ismételt kiadás | 2014-es ismételt kiadás | 2014-es ismételt kiadás | 2014-es ismételt kiadás | 2014-es ismételt kiadás | 2014-es ismételt kiadás |
|                         | Cím                                   | Hossz                   |                         |                         |                         |                         |                         |                         |                         |
| ----------------------- | ------------------------------------- | ----------------------- | ----------------------- | ----------------------- | ----------------------- | ----------------------- | ----------------------- | ----------------------- | ----------------------- |
| 1.                      | Nick Drake                            | 3:16                    |                         |                         |                         |                         |                         |                         |                         |
| 2.                      | Waltz for Aidan                       | 3:40                    |                         |                         |                         |                         |                         |                         |                         |
| 3.                      | Christmas Steps (csak az LP-kiadáson) | 6:41                    |                         |                         |                         |                         |                         |                         |                         |
| 4.                      | Rollerball                            | 3:51                    |                         |                         |                         |                         |                         |                         |                         |
| 5.                      | 7:25 (csak az LP-kiadáson)            | 6:37                    |                         |                         |                         |                         |                         |                         |                         |
| 6.                      | Untitled                              | 6:07                    |                         |                         |                         |                         |                         |                         |                         |
| 7.                      | Quiet Stereo Deer                     | 4:07                    |                         |                         |                         |                         |                         |                         |                         |
| 8.                      | Arundel                               | 3:00                    |                         |                         |                         |                         |                         |                         |                         |
| 9.                      | Cody                                  | 5:58                    |                         |                         |                         |                         |                         |                         |                         |
| 10.                     | Ex-Cowboy                             | 9:12                    |                         |                         |                         |                         |                         |                         |                         |
| 11.                     | Spoon Test                            | 6:29                    |                         |                         |                         |                         |                         |                         |                         |
| 12.                     | Punk Rock:                            | 2:12                    |                         |                         |                         |                         |                         |                         |                         |
| 13.                     | Helicon 2                             | 3:05                    |                         |                         |                         |                         |                         |                         |                         |
| 14.                     | Satchel Panzer (élő)                  | 1:24                    |                         |                         |                         |                         |                         |                         |                         |
| 15.                     | Kappa (élő)                           | 4:38                    |                         |                         |                         |                         |                         |                         |                         |
| 16.                     | Helps Both Ways (eredeti)             | 5:22                    |                         |                         |                         |                         |                         |                         |                         |
| 17.                     | Hugh Dallas                           | 8:31                    |                         |                         |                         |                         |                         |                         |                         |
| 84:10                   |                                       |                         |                         |                         |                         |                         |                         |                         |                         |

## Fogadtatás
Az album az előző lemezhez képest kevésbé volt sikeresebb. Az Allmusic kritikusa, Stephen Thomas Erlewine szerint az album túl korán, a Mogwai Young Teamet övező hype-ot kihasználva jelent meg, ezért csalódást okoz.

## Közreműködők

### Mogwai
- Stuart Braithwaite – gitár, ének
- Dominic Aitchison – basszusgitár
- Martin Bulloch – dob
- John Cummings – gitár
- Barry Burns – zongora, billentyűk, gitár, fuvola

### Más zenészek
- Richard Formby – lap steel gitár
- Luke Sutherland – hegedű
- Wayne Myers – harsona
- Dave Fridmann – producer, különböző hangszerek

## Fordítás
Ez a szócikk részben vagy egészben  a   Come On Die Young című angol Wikipédia-szócikk ezen változatának fordításán alapul.  Az eredeti cikk szerkesztőit annak laptörténete sorolja fel. Ez a jelzés csupán a megfogalmazás eredetét és a szerzői jogokat jelzi, nem szolgál a cikkben szereplő információk forrásmegjelöléseként.